# Кизим Микола Олександрович
Кизим Микола Олександрович (народився 17 вересня 1955 року у м. Куп'янськ, Харківська область) – доктор економічних наук , професор, член-кореспондент Національної академії наук України, заслужений економіст України, директор Науково-дослідного центру індустріальних проблем розвитку НАН України (НДЦ ІПР НАНУ) у 2006–2020 рр. Заступник Міністра освіти і науки України (2020 - 2021 рр.).

## Біографія
Кизим Микола Олександрович народився в 1955 р. в місті Куп’янськ Харківської області у сім’ї службовців. Батько – Кизим Олександр Олексійович (працював механіком на Куп’янському молочно-консервному комбінаті), мати – Кизим Раїса Тимофіївна (працювала бухгалтером там же). Має брата – Кизима Михайла Олександровича.
У 1972 році закінчив середню школу № 2 у м. Куп’янськ.
У 1972-1973 рр. працював робочим на Куп’янському молочно-консервному комбінаті.
У 1973-1975 рр. проходив військову службу у лавах Радянської Армії.
Після повернення з Армії поступив до навчання у Харківський інженерно-економічний інститут (Харківський національний економічний університет ім. С. Кузнеця) і з того часу почав свій професійний шлях.
Одружений. Має двох синів.

## Освіта
- 1976 – 1981, диплом інженера-економіста «Економіка, організація машинобудівної промисловості» Харківського інженерно-економічного інституту (нині Харківський національний економічний університет ім. С. Кузнеця)
- 1982 – 1984, аспірантура, Харківський інженерно-економічний інститут
- 1997 – 2000, докторантура, Харківський національний університет ім. В. Н. Каразіна

## Наукові ступені та звання
- 1984 – кандидат економічних наук (Харківський інженерно-економічний інститут, Харків, Україна, СРСР)
- 2001 – доктор економічних наук (Харківський національний університет ім. В. Н. Каразіна, Харків, Україна)
- 2003 – доцент кафедри економічної кібернетики Харківського національного університету ім. В. Н. Каразіна
- 2005 – професор кафедри банківської справи Харківського національного економічного університету ім. С. Кузнеця
- 2015 – член-кореспондент Національної академії наук України

## Науковий досвід
- 1981 – 1985, інженер, старший науковий співробітник науково-дослідного сектора Харківського інженерно-економічного інституту
- 2003 – 2005, завідувач лабораторії наукових досліджень соціально-економічних проблем суспільства Харківського інженерно-економічного інституту
- 2006 – по цей час, директор Науково-дослідного центру індустріальних проблем розвитку НАН України
- 2007 – по цей час, Голова спеціалізованої вченої ради з захисту дисертацій на здобуття наукового ступеня доктора (кандидата) економічних наук
- 2008 – по цей час, член Бюро відділення економіки НАН України
- 2010 – 2013, заступник голови експертної ради МОН України
- 2012 – по цей час, заступник голови Північно-Східного наукового центру НАН і МОН України
- 2009 – по цей час, головний редактор журналу «Проблеми Економіки» [Архівовано 5 Червня 2020 у Wayback Machine.]
- 2006 – по цей час, науковий редактор журналу «Бізнес Інформ»

## Досвід роботи в державних органах управління
- 1986 – 1988, заступник завідувача відділу цін Харківського обласного виконавчого комітету
- 1997, в.о. начальника управління енергетики та паливно-енергетичного комплексу Харківської обласної державної адміністрації
- 2020 – 2021, перший заступник Міністра освіти і науки України

## Викладацький досвід
- 1981 – 1982, стажист-викладач Харківського інженерно-економічного інституту
- 2000 – 2003, доцент кафедри економічної кібернетики Харківського національного університету ім. В. Н. Каразіна
- 2004 – 2008, професор кафедри банківської справи Харківського національного економічного університету ім. С. Кузнеця
- 2009 – по цей час, професор кафедри державного управління публічного адміністрування та регіональної економіки Харківського національного економічного університету ім. С. Кузнеця
- 2021 – по цей час, проректор з науково-педагогічної роботи та стратегічного розвитку Харківського національного університету міського господарства ім. О. М. Бекетова

## Досвід роботи на промислових підприємствах і в комерційних установах
- 1985 – 1986, заступник начальника планово-економічного відділу Харківського верстатобудівного заводу ім. С. В. Косіора
- 1988 – 1991, заступник директора з економіки – головний економіст Харківського Дослідного коксохімічного заводу
- 1991 – виконавчий директор, президент асоціаціі, м. Харків
- 1991 – 1993, президент консалтингової компанії, м. Харків
- 1992 – 1993, віце-президент із стратегічного планування акціонерного концерну «Ера», м. Харків
- 1993 – 2003, голова правління, заступник голови наглядової ради комерційного банку, м. Харків

## Нагороди та відзнаки
- 2005 – знак Міністерства освіти та науки України «За наукові досягнення»
- 2008 – золотий знак Харківського національного економічного університету ім. С. Кузнеця
- 2009 – подяка Харківської обласної ради за вагомий внесок у розвиток науки до 90-річчя заснування НАН України
- 2009 – почесне звання «Заслужений економіст України»
- 2010 – подяка Харківської обласної ради за вагомий внесок у розвиток науки
- 2011 – ювілейна медаль «20 років незалежності України»
- 2013 – орден «За заслуги» 3-го ступеня
- 2014 – Премія НАН України імені М. І. Туган-Барановського за цикл робіт «Високотехнологічні складові промислової політики в Україні»
- 2018 – Пам’ятна відзнака на честь 100-річчя НАН України
- 2020 – орден «За заслуги» 2-го ступеня

## Наукові інтереси
- пріоритетні напрямки розвитку науки, освіти та інновацій
- асоціація України та ЄС, можливі напрями розвитку й співробітництва
- модель суспільства, його криза і реформування
- кризові явища в економіці та їх раннє розпізнавання
- енергетична безпека та енергоефективність економіки
- промислова політика та пріоритетні напрями модернізації економіки
- формування конкурентоспроможності національної економіки та забезпечення економічної безпеки держави

## Наукові праці
Автор понад 500 наукових праць, з них понад 90 монографій.

### Монографії
1.       Кизим Н. А. , Горбатов В. М. Качество жизни населения и конкурентоспособность Украины и стран ЕС. Х.: ИД «ИНЖЭК», 2005. 164 с.
2.       Кизим М. О., Тищенко О. М. Наукові школи: монографія. Х: ВД «ІНЖЕК», 2008. 76 с.
3.       Кизим М. О., Матюшенко І. Ю. , Полтарак Н. І. Оцінка якості цільових програм державної підтримки розвитку малого бізнесу: монографія. Х.: ВД «ІНЖЕК», 2009. 328 с.
4.       Кизим Н.А., Полякова О. Ю., Хаустова В. Е., Омаров Ш. А. Моделирование устойчивого развития регионов: монография. Х.: ИД «ИНЖЭК», 2010. 180 с.
5.       Кизим М. О., Проноза П. В., Омаров Ш. А. Проблеми та цілі розвитку України в світі глобальних проблем світової спільноти: монографія. Х.: ВД «ІНЖЕК», 2010.
6.       Кизим Н. А., Раевнева Е. В. Бобкова А. Ю. Неравномерность регионального развития в Украине: теоретические основы, инструментарий диагностики, тенденции: монография. Х.: ИД «ИНЖЭК», 2011.
7.       Кизим М. О. Промислова політика та кластеризація економіки України: монографія. Х.: ВД «ІНЖЕК», 2011. 304 с.
8.       Кизим М. О, Колбасін Є. С. Державна підтримка автомобілебудування в Україні: монографія. Х.: ВД «ІНЖЕК», 2011. 264 с.
9.       Кизим М. О., Матюшенко І. Ю. Перспективи розвитку і комерціалізації нанотехнологій в економіках країн світу та України: монографія. Х.: ВД «ІНЖЕК», 2011.
10.    Кизим М. О., Матюшенко І. Ю., Козирева О. В., Хаустова В. Є., Омаров Ш. А. Оцінка наслідків входження України до СОТ : монографія. Х.: ВД «ІНЖЕК», 2013. 120 с.
11.    Кизим М. О., Матюшенко І. Ю. Оцінка можливостей розширення і заміщення ринків збуту для продукції підприємств реального сектора України: монографія. Х.: ВД «ІНЖЕК», 2014. 280 с
12.    Кизим М., Матюшенко І., Шпілєвський В., Хаустова В. та ін. Оцінка можливостей розширення і заміщення ринків збуту для продукції підприємств реального сектора України : монографія. Х.: ВД «ІНЖЕК», 2014. 280 с.
13.    Кизим М. О., Бернацький П. Й., Губарєва І. О. Забезпечення економічної безпеки України за рахунок зниження рівня корупції : монографія. Х.: ВД «ІНЖЕК», 2014. 184 с.
14.    Кизим М. О., Матюшенко І. Ю., Шостак І. В., Данова М. О. Форсайт-прогнозування пріоритетних напрямів розвитку нано-технологій і наноматеріалів у країнах світу й Україні : монографія. Х.: ВД «ІНЖЕК», 2015. 272 с.
15.    Кизим М. О., Ярошенко І. В., Хаустова В. Є., Губарєва І. О. Формування стратегічних пріоритетів розвитку лісопромислового комплексу України : монографія. Харків : ФОП Лібуркіна Л. М., 2019. 476 с.

### Статті
1.       Kyzym M., Khaustova V. Cluster Format for Arranging and Implementing Industrial Policy. ACTA INNOVATION. 2015. No. 17. URL: http://www.proakademia.eu/acta-innovations/wydania/numery2015/nr-17/311.html
2.       Kyzym M., Matyushenko I., Polyakova O., Shlykova V., Moiseienko Yu. Benchmarking Study of the Global and Ukrainian Trends in Nanotechnologies’ Scientific Research for the Future NBIC-Society. British Journal of Economics, Management & Trade. 2016. Vol. 13 (2). Р. 1–24, Article no.BJEMT.24812
3.       Kyzym M., Khaustova V. Industrial Policy and Features of Industrial Development in Countries Belonging to Integration Associations – The European Union and The Custom Union. ACTA INNOVATION. 2016. No. 18. URL: http://www.proakademia.eu/acta-innovations/wydania/numery2016/nr-18/387.html
4.       Kochanska E., Kyzym M., Khaustova V., Klimek A. R., Adamkiewicz I. The Benchmarking Analysis of Prospects for Development of Cluster Initiatives in Poland and Ukraine. ACTA INNOVATION. 2016. No. 21. P. 26–50. URL: http://www.proakademia.eu/gfx/baza_wiedzy/405/ nr_21_26_50.pdf
5.       Кизим М. О., Козирєва О. В., Хаустова В. Є. Еволюція регіональної політики в Європейському Союзі. Науковий вісник Полісся. 2017. № 4. С. 189–200. 
6.       Кизим М. О., Салашенко Т. І., Хаустова В. Є., Лелюк О. В. Концептуальні засади зміцнення паливної безпеки національної економіки. Проблеми економіки. 2017. №1. С. 79–88
7.       Kyzym M., Rudyka V. Analysis of the theoretical and methodological support of the study of energy security of the country. Технологічний аудит і резерви виробництва. 2018. № 4/5 (42). С.18–23. DOI: 10.15587/2312-8372.2018.141148
8.       Кизим М. О., Мілютін Г. В. Оцінка поточного стану і визначення можливостей вітчизняного енергетичного машинобудування по забезпеченню модернізації українського сектора електрогенерації. Проблеми економіки. 2018. № 2. С. 105–120.
9.    Кизим М. О., Лелюк О. В., Костенко Д. М. Оцінка і діагностика розвитку розподіленої енергетики в Україні. Проблеми економіки. 2018. № 4. С.79-92. DOI: https://doi.org/10.32983/2222-0712-2018-4-79-92
11.   Кизим М., Полякова О., Крамарев Г., Леванда О. Оцінка інтегрованості України у світову торгівлю. Проблеми і перспективи економіки та управління. 2018. № 4 (16). C. 16–27
12.    Кизим М. О., Хаустова В. Є., Крамарев Г. В. Обґрунтування перспективних напрямів розвитку обробної промисловості України. Проблеми економіки. 2019. № 1. С. 28–45. DOI: https://doi.org/10.32983/2222-0712-2019-1-28-45
13.   Kyzym M., Reshetniak O., Lelyuk О. Simulating Development of Science in a Country with the Use of the Cognitive Approach // SHS Web Conf. Fifteenth Scientific and Practical International Conference «International Transport Infrastructure, Industrial Centers and Corporate Logistics» (NTI-UkrSURT 2019). 2019. Vol. 67. 
14.    Kyzym M. O., Doronina M. S. Economic Science in Ukraine: Challenges, Problems and Ways of their Solving. Problems of economy. 2019. №3, Р. 156–163. DOI: https://doi.org/10.32983/2222-0712-2019-3-156-163
15.   Сумець О. М., Кизим М. О., Сиромятников П. С., Козирєва О. В., Цвірко О. О. Фінансові потоки в логістичних системах виробничих підприємств. Фінансово-кредитна діяльність: проблеми теорії та практики. 2019. Vol. 3. No. 30. P. 165–175. URL: http://fkd.org.ua/article/view/179529/180345. 
16.    Kyzym M. O., Doronina M. S. Worldview, Social Consolidation, Science: Dialectic Relationship Problems of economy. 2019. №4. Р. 156–162. DOI: https://doi.org/10.32983/2222-0712-2019-4-156-162
17.   Kyzym M., Khaustova V., Reshetnyak O., Danko N. Research on Problems of Development of Science under Conditions of Adapting to the Digitalization of the Economy. International Journal of Recent Technology and Engineering (IJRTE). Volume-8, Issue 3C, November 2019. DOI:10.35940/ijrte.C1002.1183C19 
18.   Kyzym M., Khaustova V., Reshetnyak O., Timohova G., Sakhnenko O. Research Study of the Problems of Human Resourcing of the Scientific and Innovation Entrepreneurship. International Journal of Recent Technology and Engineering (IJRTE). Volume-8, Issue 3C, November 2019. p. 213-218. DOI:10.35940/ijrte.C1036.1183C19
19.   Кизим М. О., Крамарев Г. В. Аналіз структури промисловості та її впливу на зростання економіки в Україні і країнах світу. Ефективна економіка. 2019. № 8. DOI: 10.32702/2307-2105-2019.8.0
20.  Gryshova I.,  Kyzym M., Khaustova V., Korneev V., Kramarev H. Assessment of the Industrial Structure and Its Influence on Sustainable Economic Development  and Quality of Life of the Population of Different World Countries. Sustainability. 2020, 12, 2072; doi:10.3390/su12052072
21.  Kyzym M., Reshetnyak O.,  Kozyrieva O., Khaustova V. Assessment of trends and scenarios of the Organization of Scientific Research on the Basis of Analysis of the World Foresight forecasts // 35th IBIMA Conference Proceedings, 1-2 April 2020, Seville, Spain.

### Стратегії та інші документи
1.       Стратегія соціально-економічного розвитку Харківської області на період до 2011 року: монографія / Авт. кол.; М. О. Кизим, В. С. Пономаренко, О. С. Кривцов та ін. Харків: ВД «ІНЖЕК», 2003. 204 с.
2.       Стратегія соціально-економічного розвитку Харківської області на період до 2015 року / Авт кол.; М. О. Кизим, А. Б. Аваков, В. С. Пономаренко та ін. Х: ВД «ІНЖЕК», 2008. 352 с.
3.       Основи сталого розвитку Харківської області до 2020 року / Авт кол.; М. М. Добкін, С. І. Чернов, М. О. Кизим та ін. Х. : ВД «ІНЖЕК», 2010. 528 с.
4.       Кизим М. О., Іванов Ю. Б., Зінченко В. А. Дерегуляторна політика в Україні в 2013 році: оцінка та шляхи поліпшення : наук.-аналіт. доповідь Харків : ВД «ІНЖЕК», 2014. 120 с.
5.       Стратегія розвитку Харківської області на 2021-2027 роки / Авт кол.; О. В. Кучер, С. І. Чернов, М. О. Кизим та ін. Харків, 2020. 127 с.